# جيك دنيس
جيك دنيس (بالإنجليزية: Jake Dennis)‏ هو سائق سيارة سباق بريطاني، ولد في 16 يونيو 1995 في نانيتون ‏ في المملكة المتحدة.

## وصلات خارجية
- جيك دنيس على موقع DriverDB.com (الإنجليزية)